# Pedro Sarmiento (kardynał)
Pedro Sarmiento (ur. w Ribadeo, zm. 13 albo 31 października 1541 w Lukce) – hiszpański kardynał.

## Życiorys
Urodził się w dziewiątej dekadzie XV wieku w Ribadeo, jako syn Diega Péreza de Sarmiento de Villadrande i Maríi de Ulloa y Castilla. Studiował prawo cywilne i kanoniczne na uniwersytetach w Salamance i Valladolid. Był kanonikiem kapituły w Santiago de Compostela i przyjął święcenia diakonatu. 4 marca 1523 roku został wybrany biskupem Tui, jednak nigdzy nie wizytował swojej diecezji. Rok później został przeniesiony do diecezji Badajoz, a w 1525 roku – do Palencii. W 1534 roku został arcybiskupem Santiago de Compostela. 18 października 1538 roku został kreowany kardynałem prezbiterem i otrzymał kościół tytularny SS. XII Apostoli. W 1541 roku był administratorem apostolskim Anagni. Zmarł 13 albo 31 października tego samego roku w Lukce.